# 井汲越次
井汲 越次（いくみ えつじ、1903年 - 1976年）は、日本のドイツ文学者。
1924年東京外国語学校独語科卒。同人誌『河』に参加。戦後、大阪府立大学教授、大阪女子大学教授、1967年大手前女子大学教授を歴任し、ドイツ・ロマン派、特にハイネを研究、翻訳した。

## 翻訳
- シャミッソー『影を失くした男 ペーター・シュレミール奇譚』 岩波文庫 1936
- 『ニイチェ芸術論抄 1』改造文庫 1937
- ハインリヒ・ハイネ『ドイツ冬物語』岩波文庫、1938
- エルゼ・フォールヴェルク「国民経済に奉仕する主婦」(新独逸国家大系第11巻 日本評論社 1939
- クルト・ヴィールスビッキイ『東南アジア地政治学 白色・赤色・黄色間の将来の戦場』科学主義工業社 1941
- ハインリヒ・ハイネ『アツタ・トロル 真夏の夜の夢』日本評論社 (世界古典文庫) 1947
- 『ハイネ選集 第2 新詩集』解放社 1948
- ビューヒネル『ダントンの死』日本評論社(世界古典文庫)　1949
- ハインリヒ・ハイネ『ロマンツェーロー』岩波文庫　1951
- レッシング『人類の教育』世界人生論全集第12 筑摩書房 1963

## 論文
- 井汲越次